# Dileu Nou, Mureș
Dileu Nou (în trecut Dileul Unguresc, în maghiară Magyardellő) este un sat în comuna Sânpaul din județul Mureș, Transilvania, România.

## Istoric
Satul Dileu Nou a fost atestat documentar în anul 1344. Totodată, potrivit documentelor din 1650 reformații au alcătuit filia parohiei din Sânpaul. În 1740, din cauza Contrareformei, pastorul și dascălul din Sânpaul au fost nevoiți să fugă împreună cu credincioșii reformați din localitatea vecină.
Pe Harta Iosefină a Transilvaniei din 1769-1773 (Sectio 142), localitatea a apărut sub numele de „Magyar Dellö”.

## Personalități
S-au născut  sau au trăit în localitate:
- János Antal (episcop)⁠(hu)[traduceți] (1767-1854), episcop reformat (1836-1854), a urmat cursurile universităților din Viena (1794), Jena (1795) și Göttingen (1796) cu sprijinul financiar acordat de către contele Sámuel Teleki[1]

## Imagini

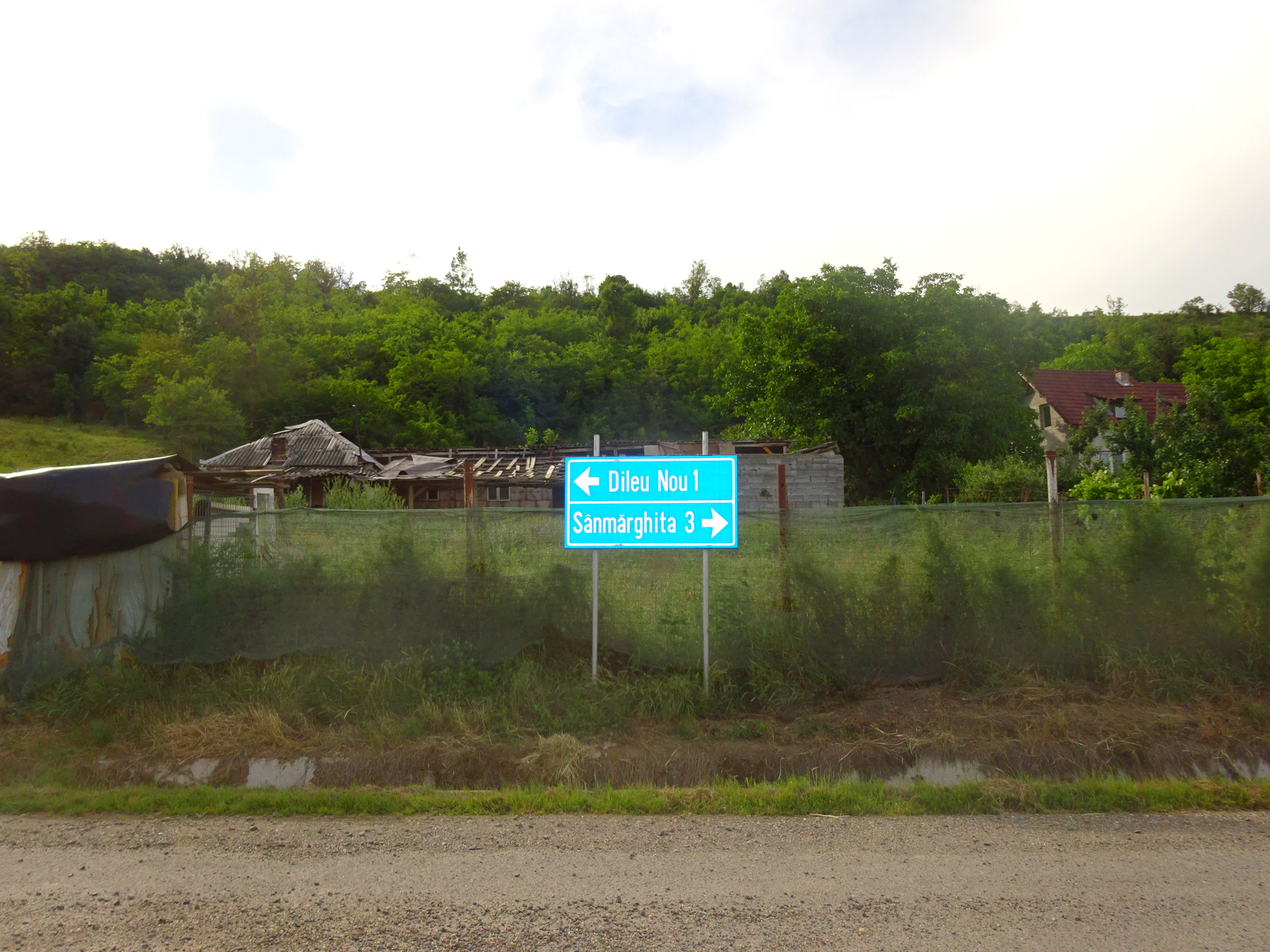
Drumul Dileu Nou-Sânmărghita
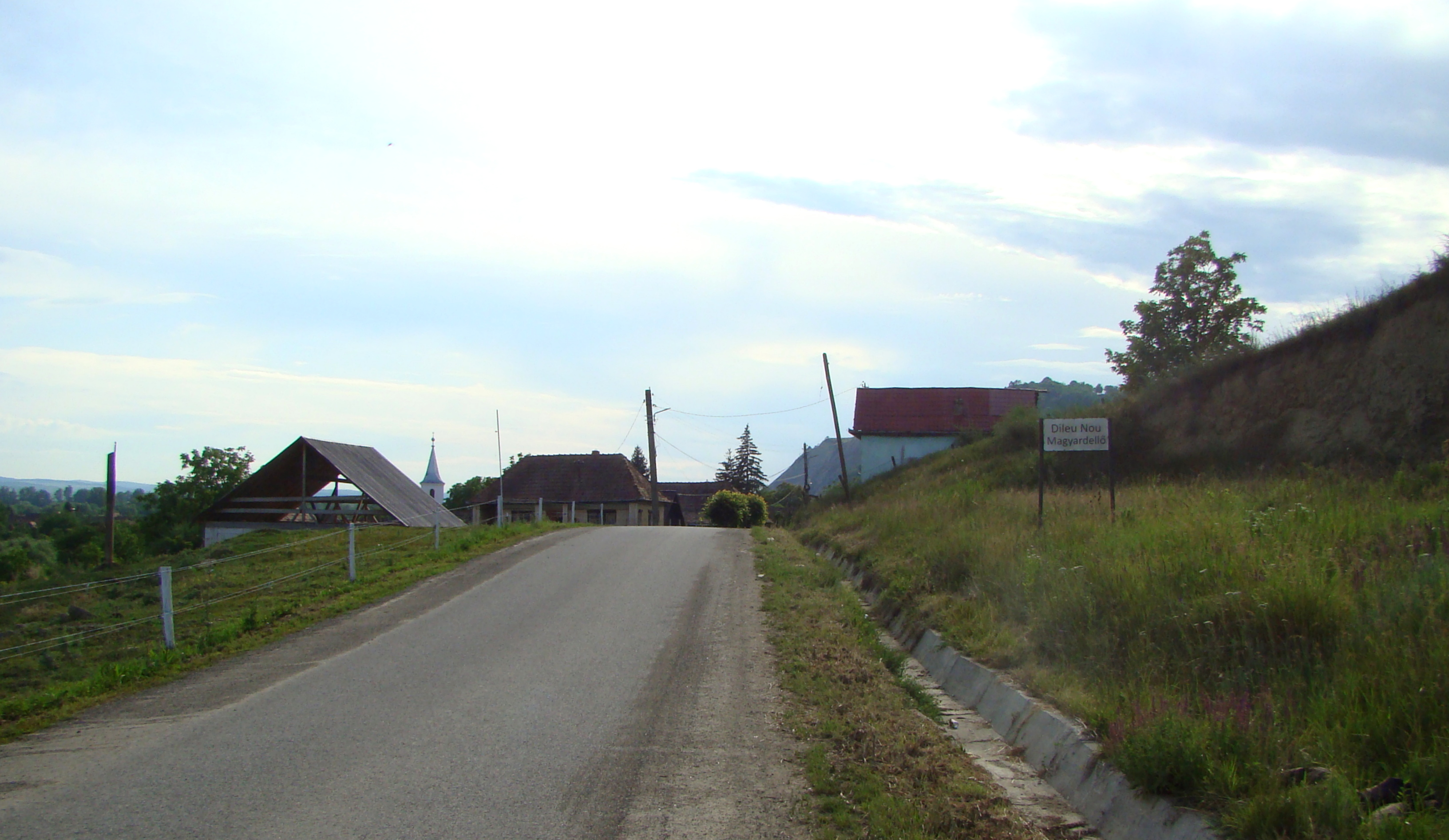
Intrarea în localitate
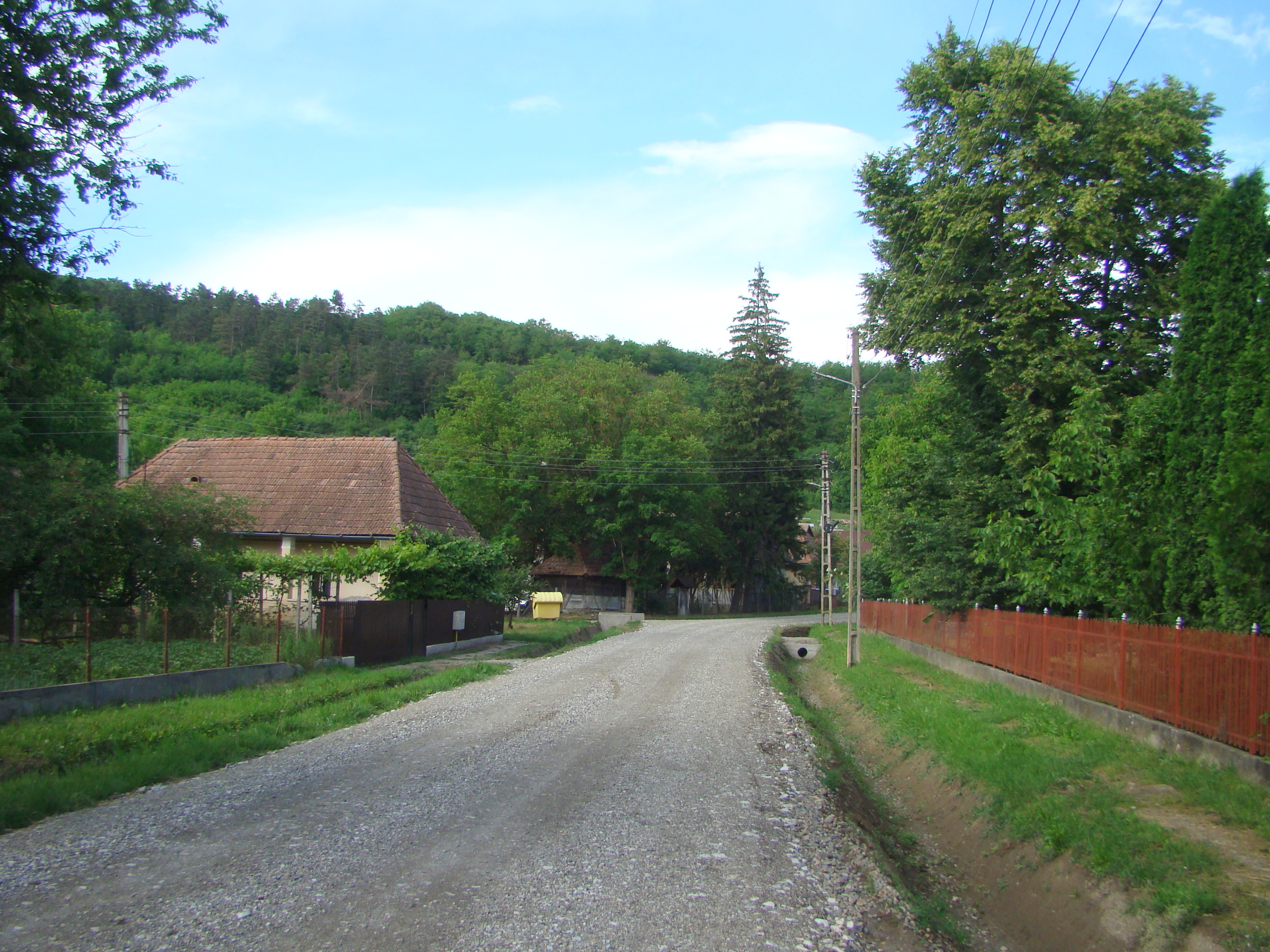
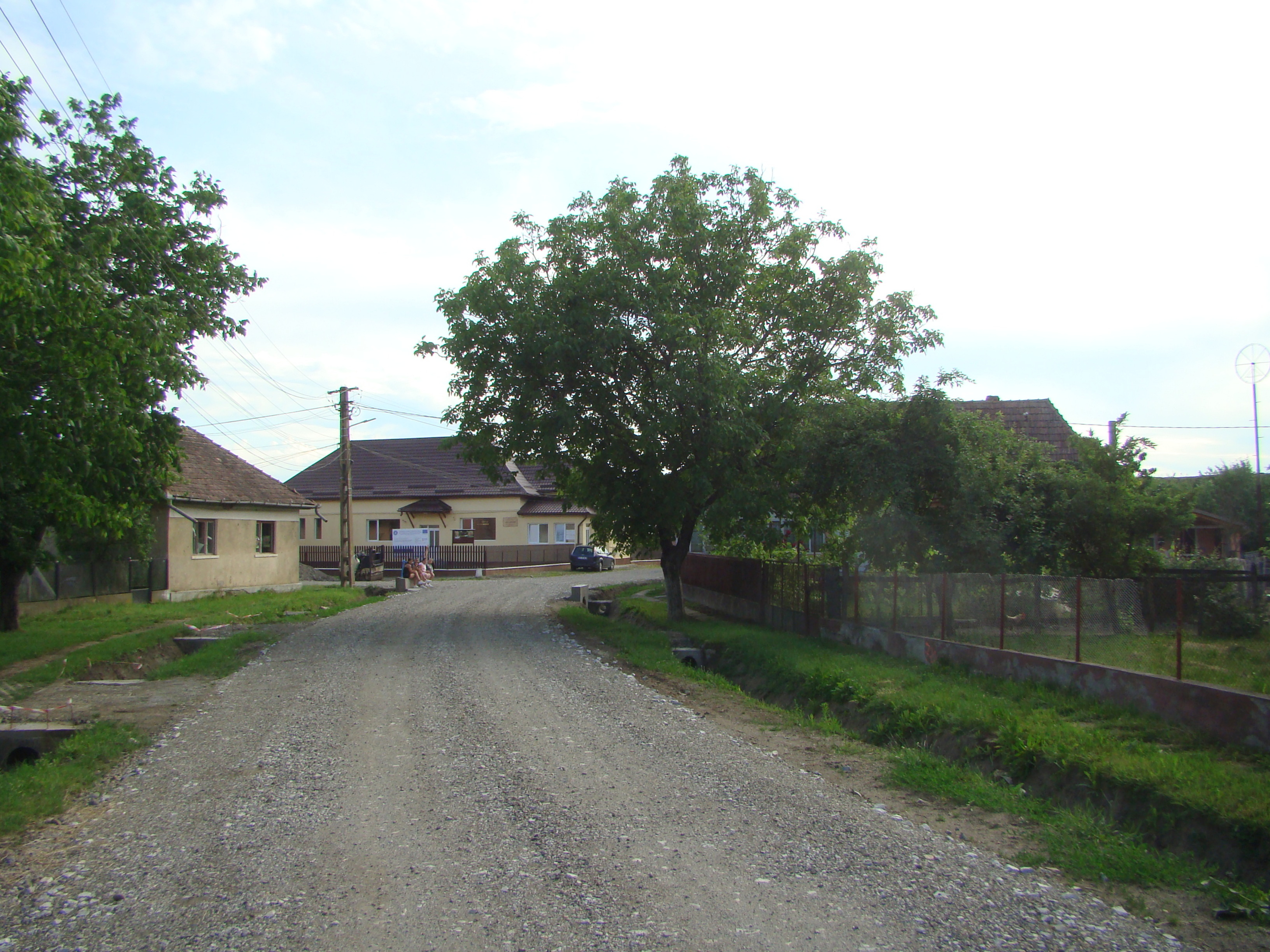
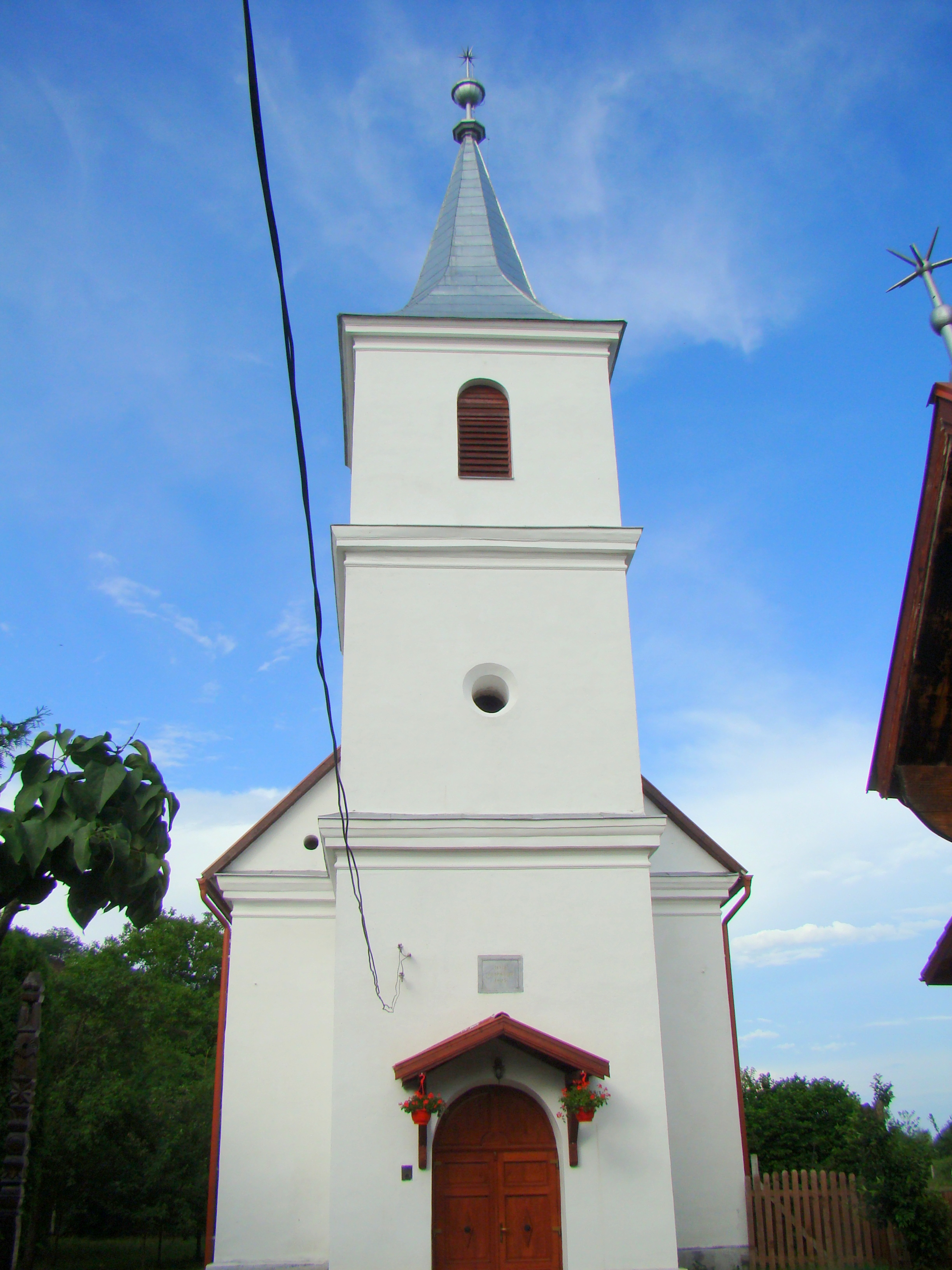
Biserica reformată din Dileu Nou
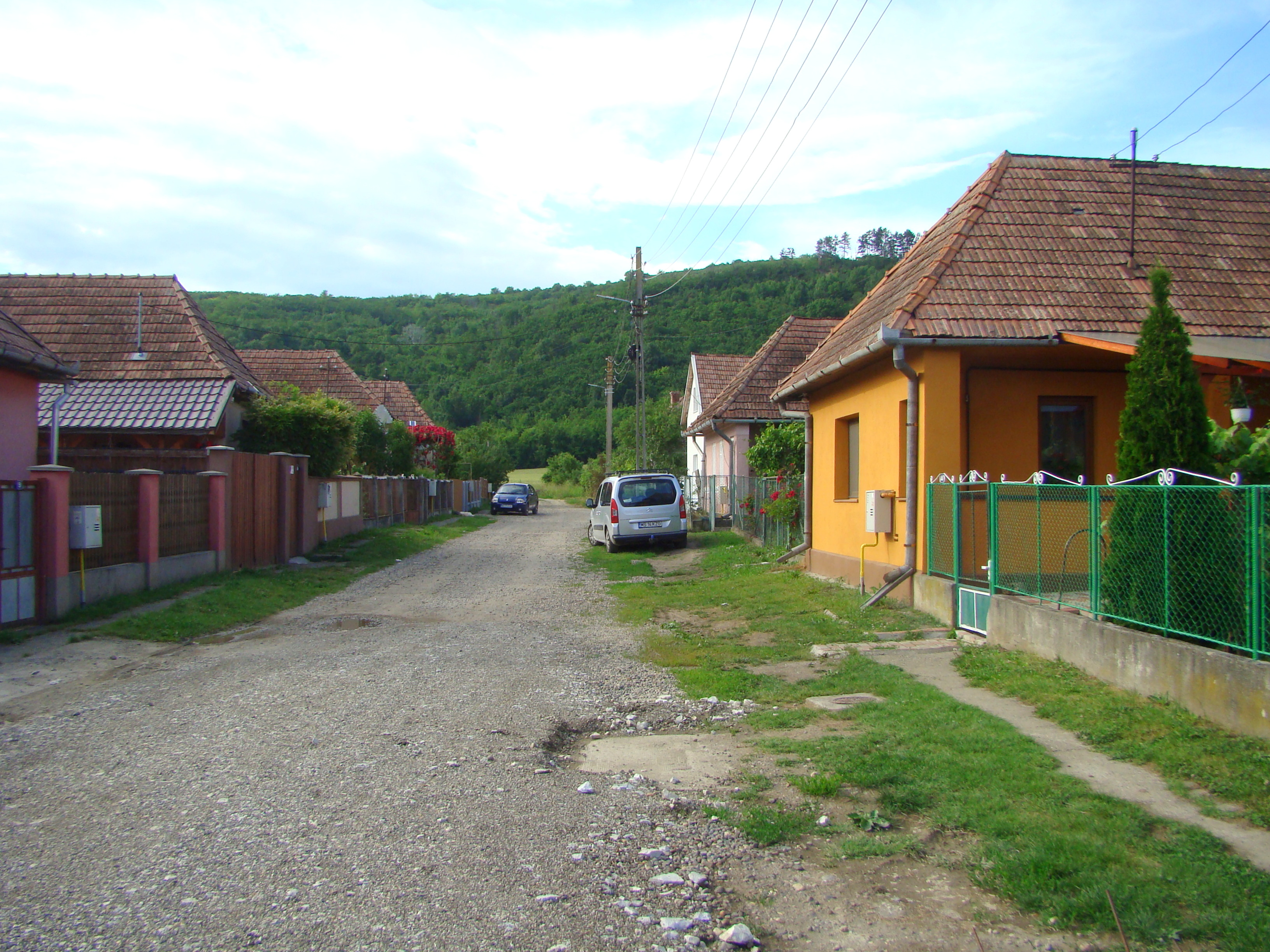
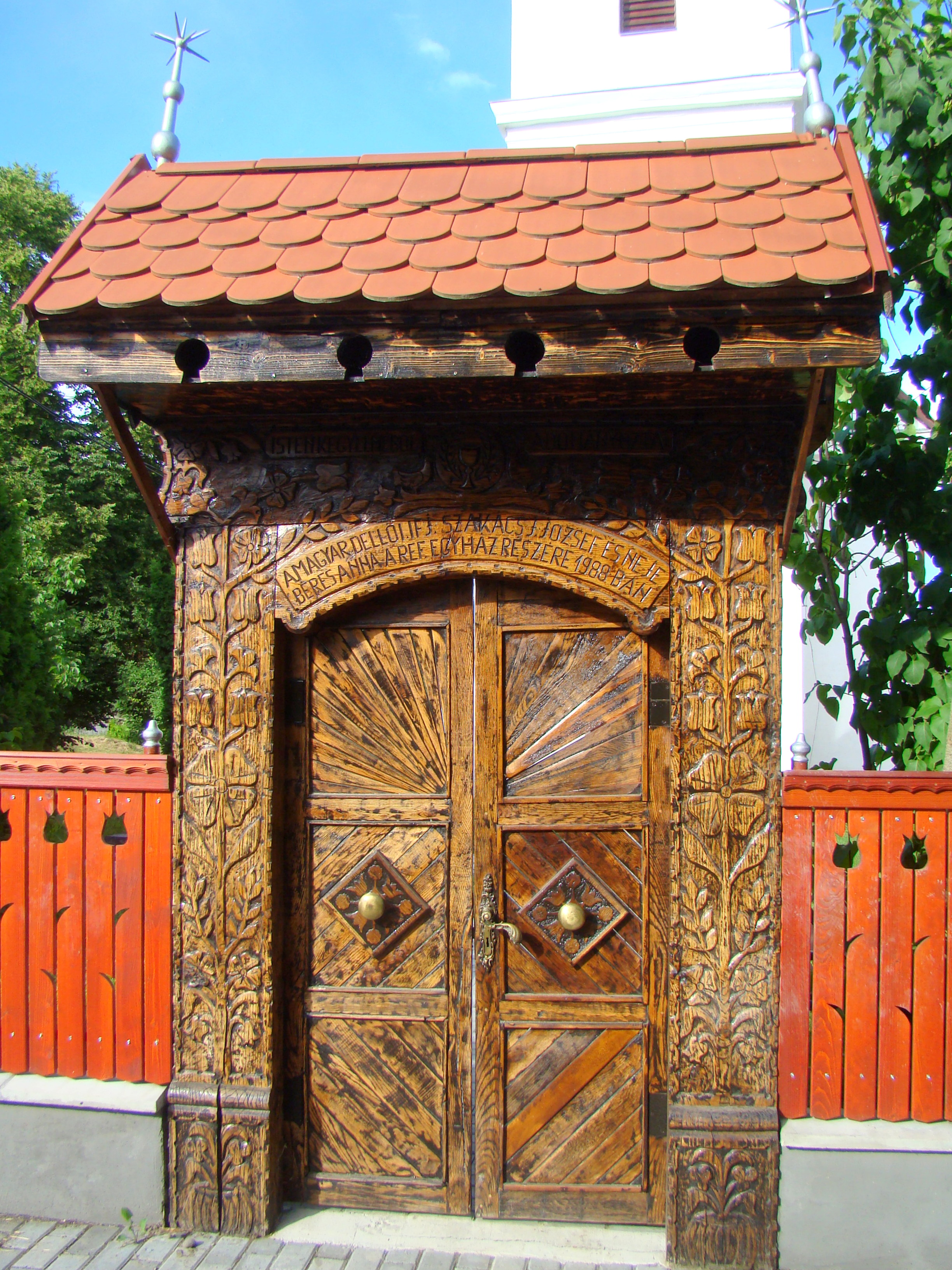
Poarta de lemn a bisericii reformate
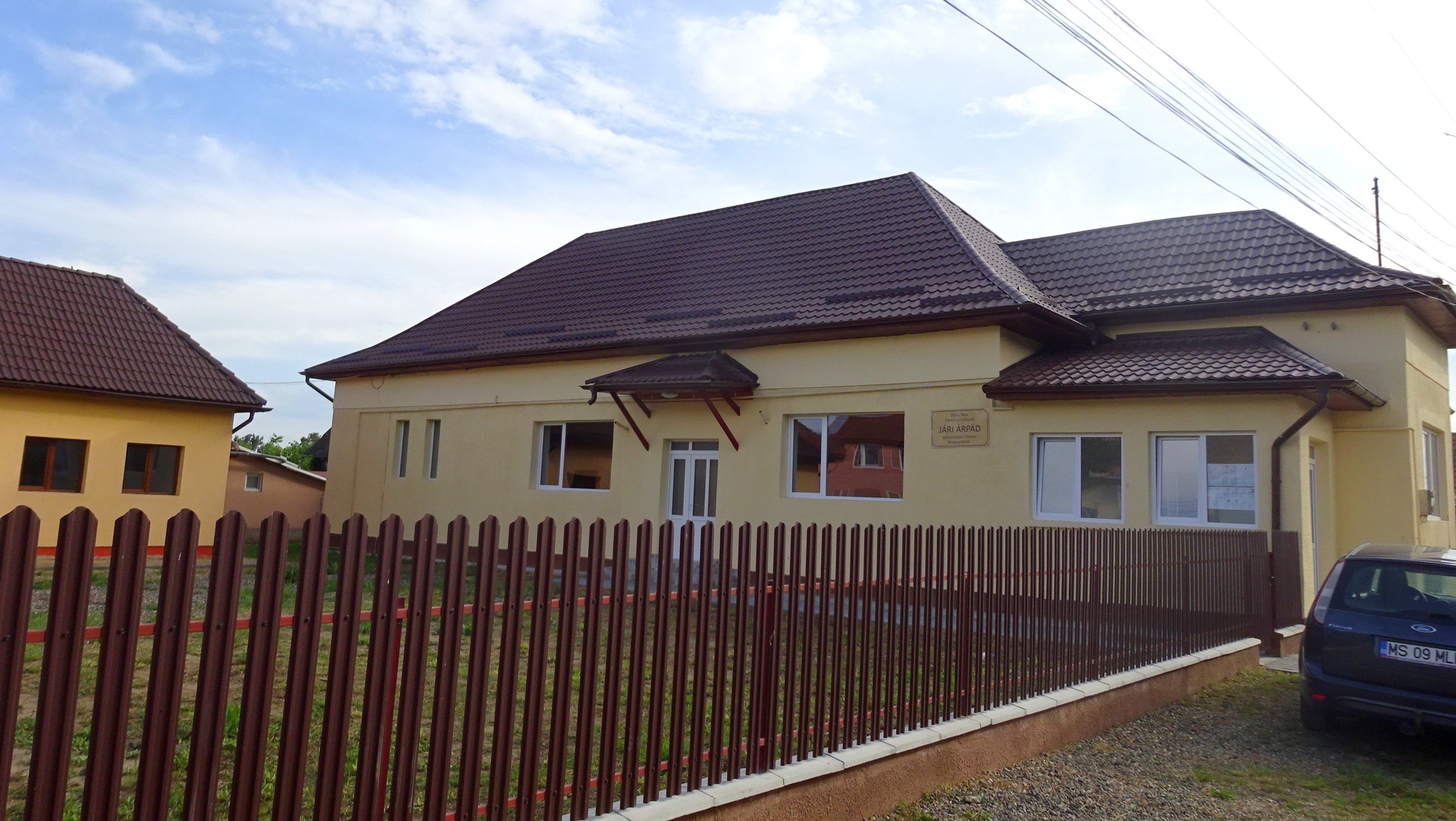
Căminul cultural „Jári Árpád”
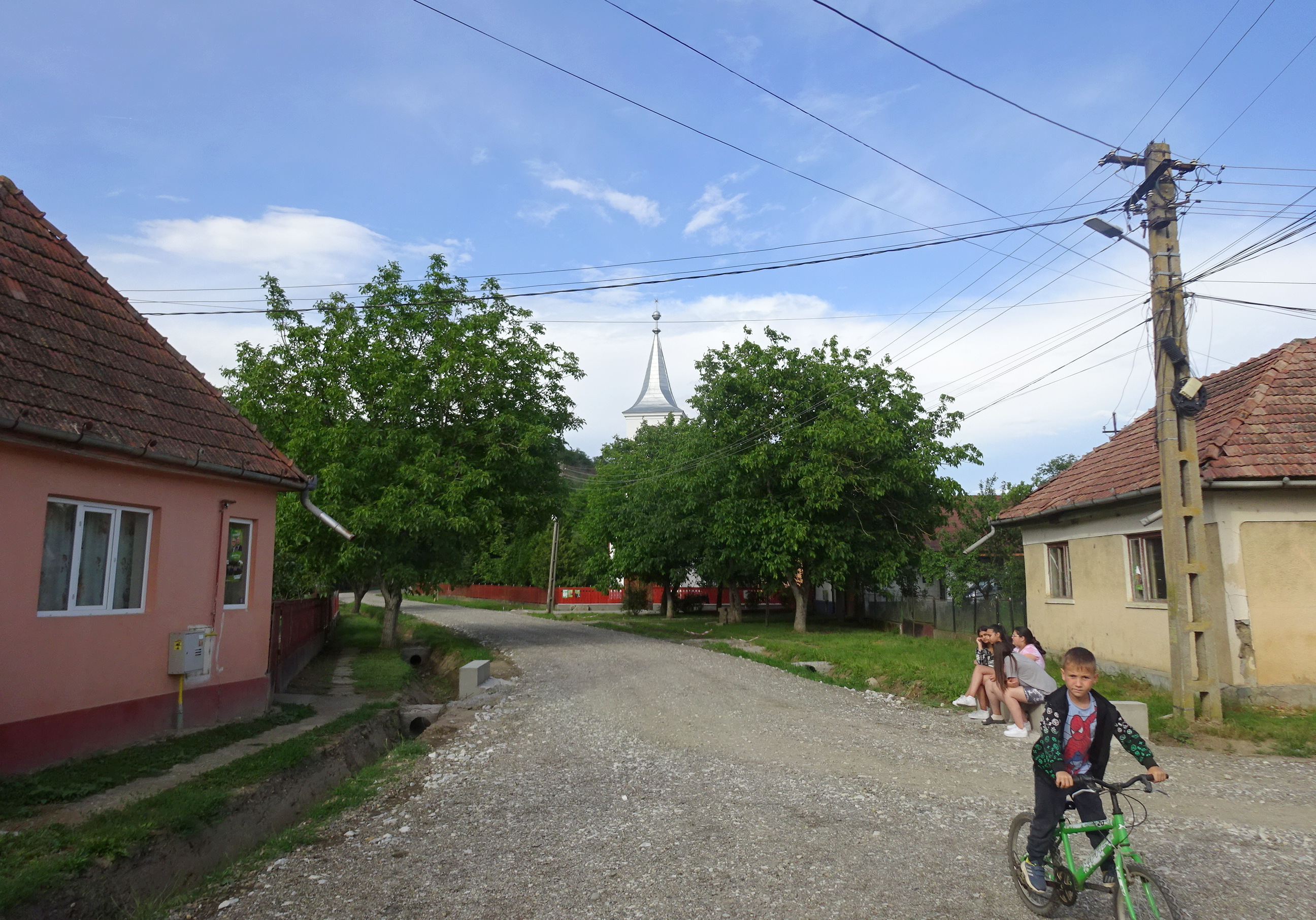
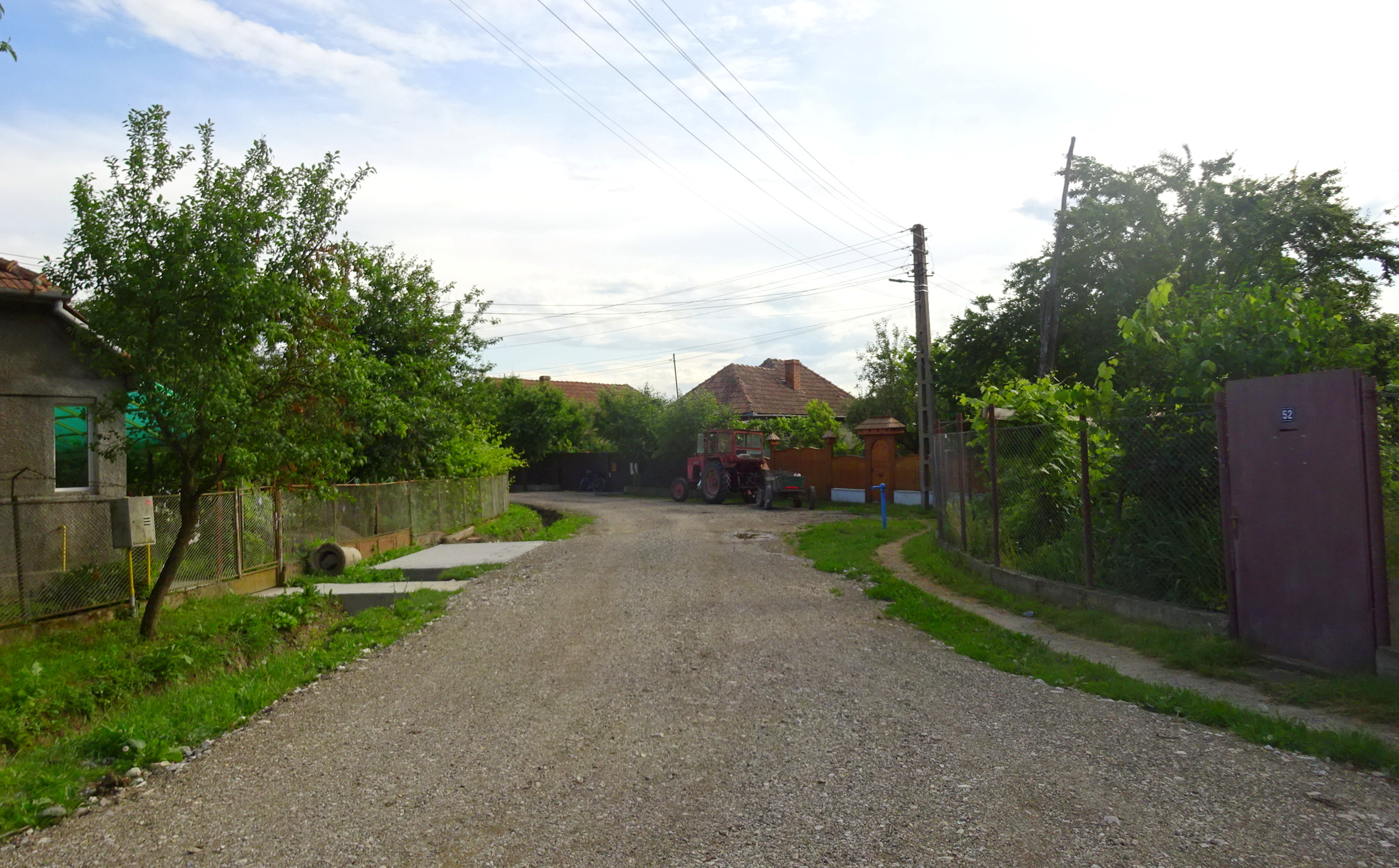
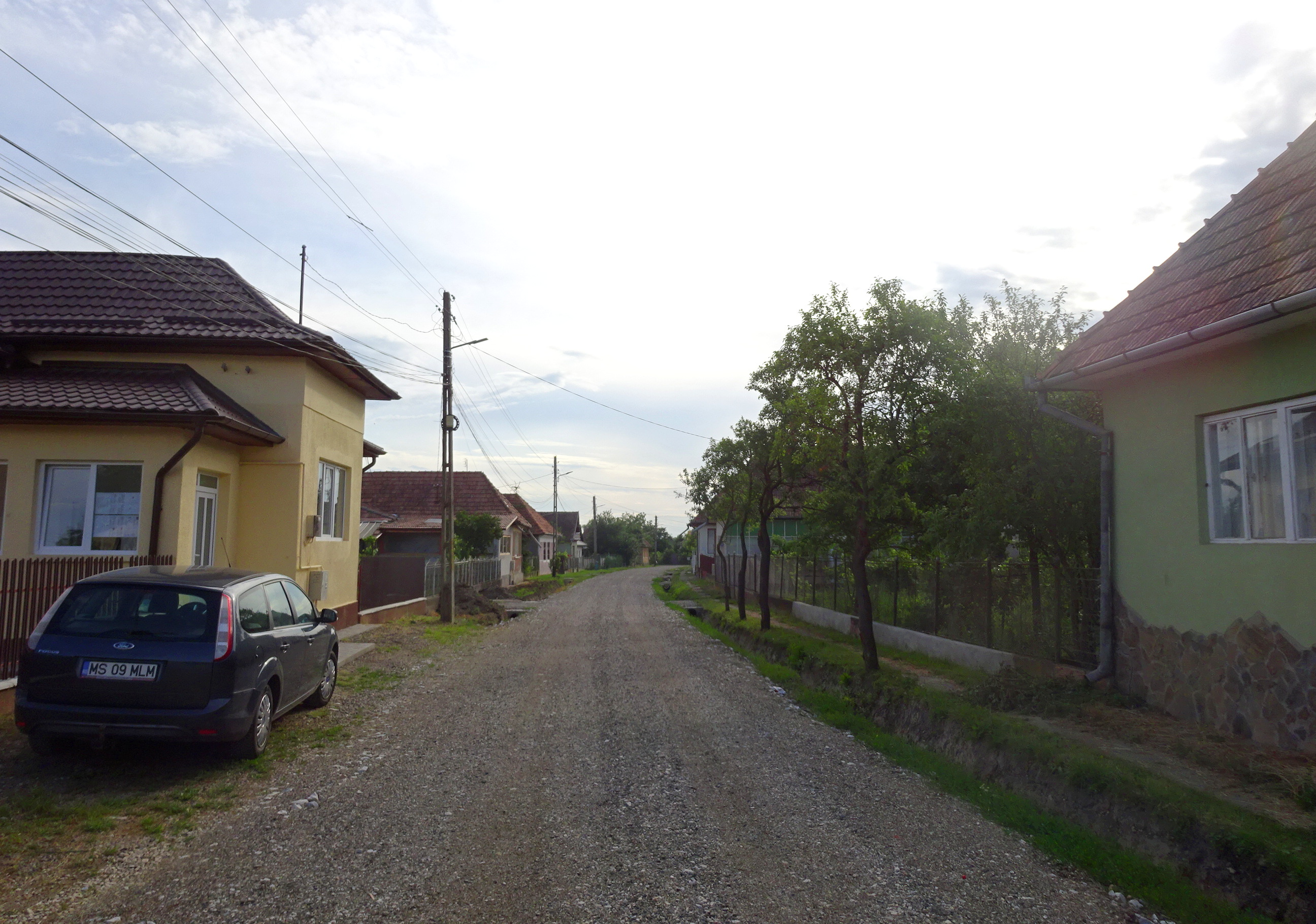
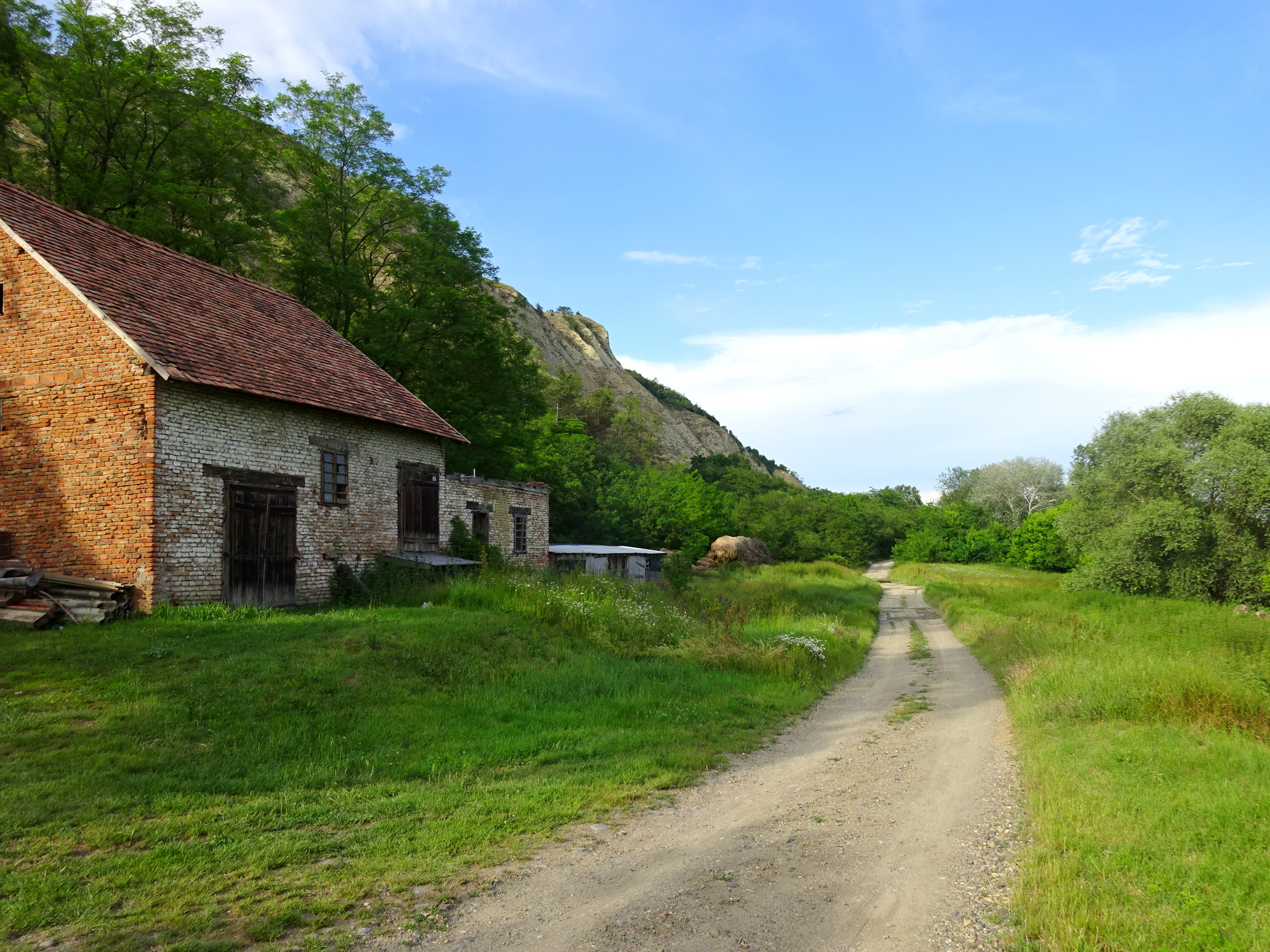
„Drumul” Dileu Nou-Ogra
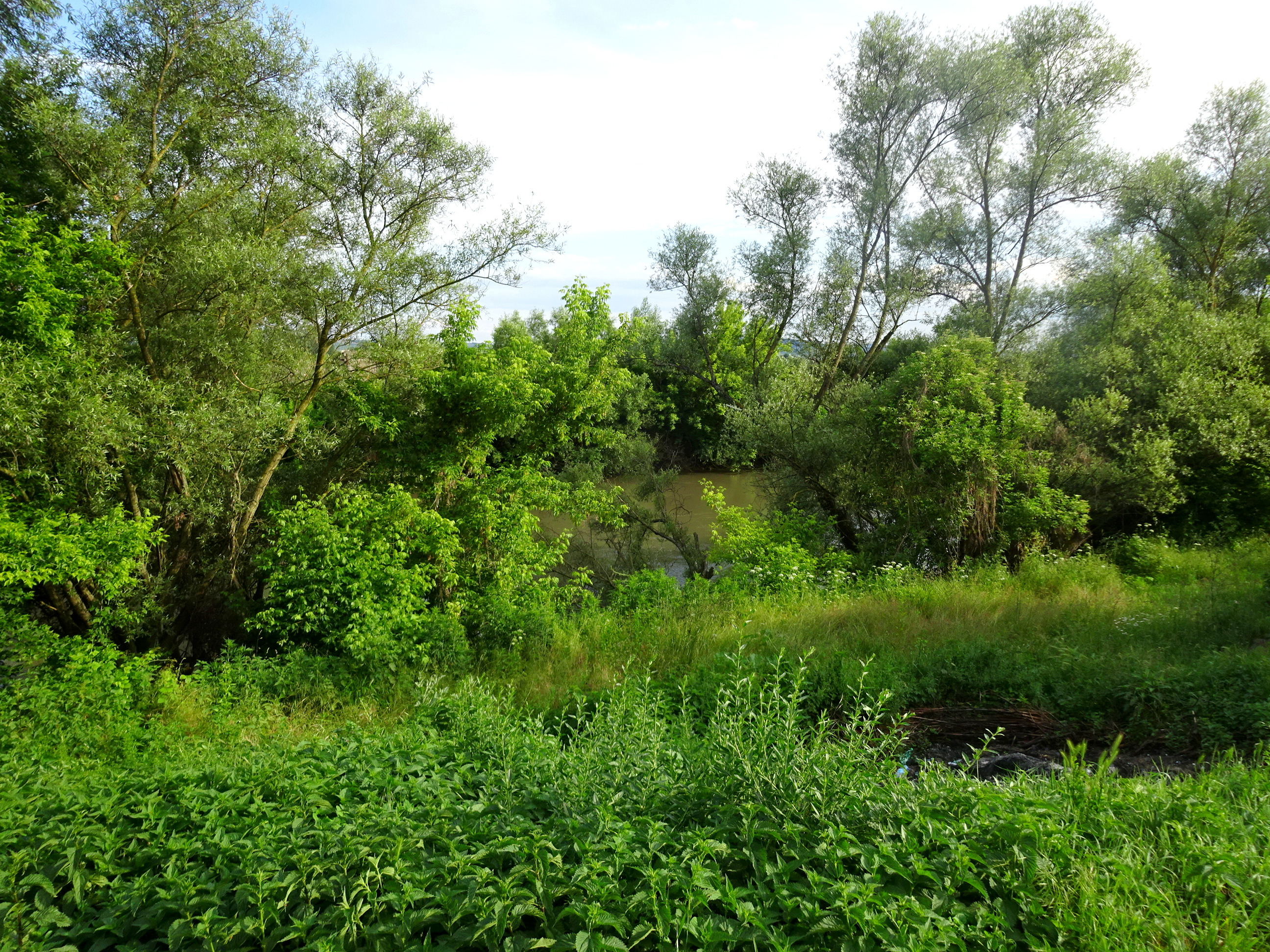
Lunca Mureșului
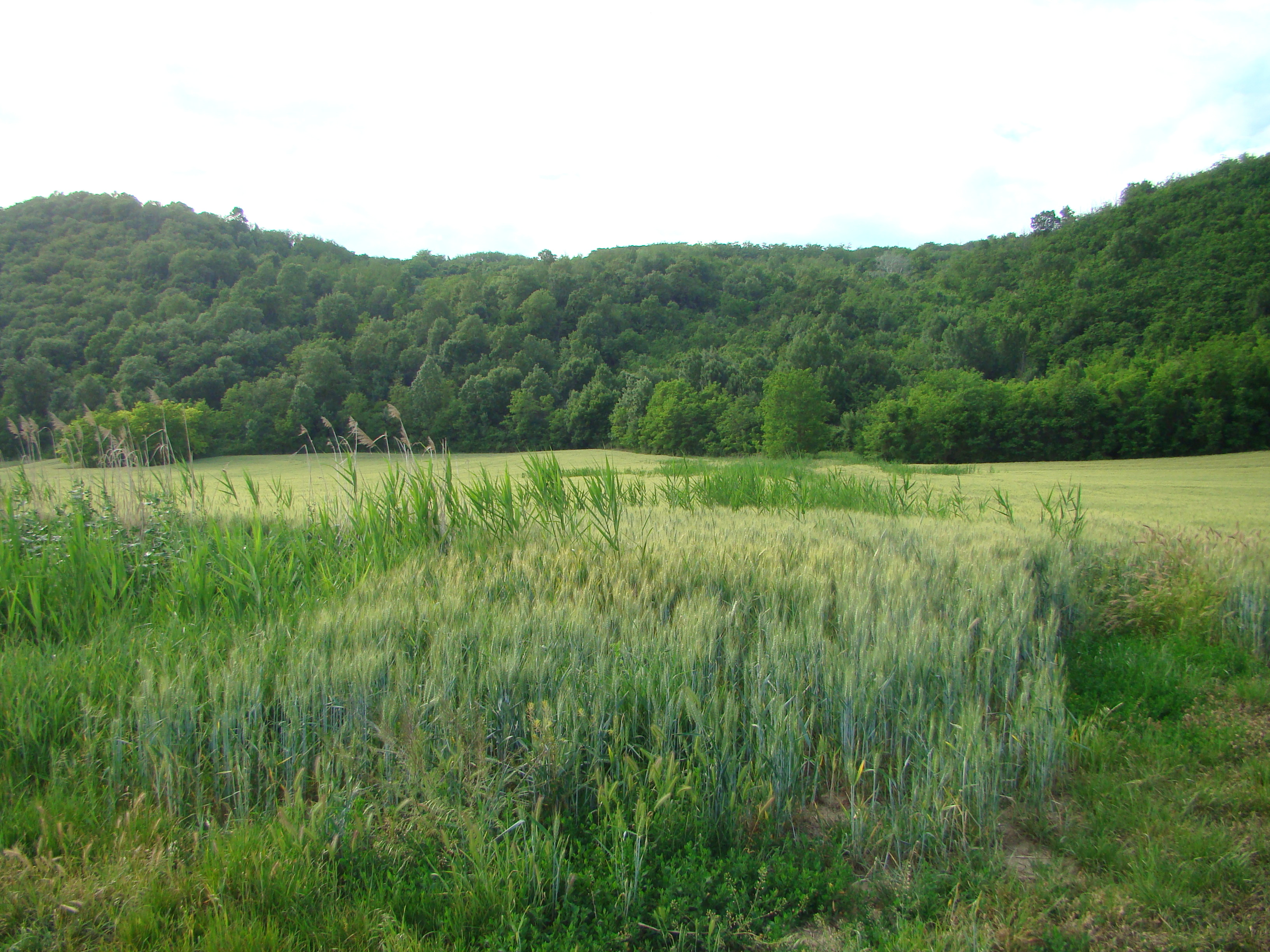
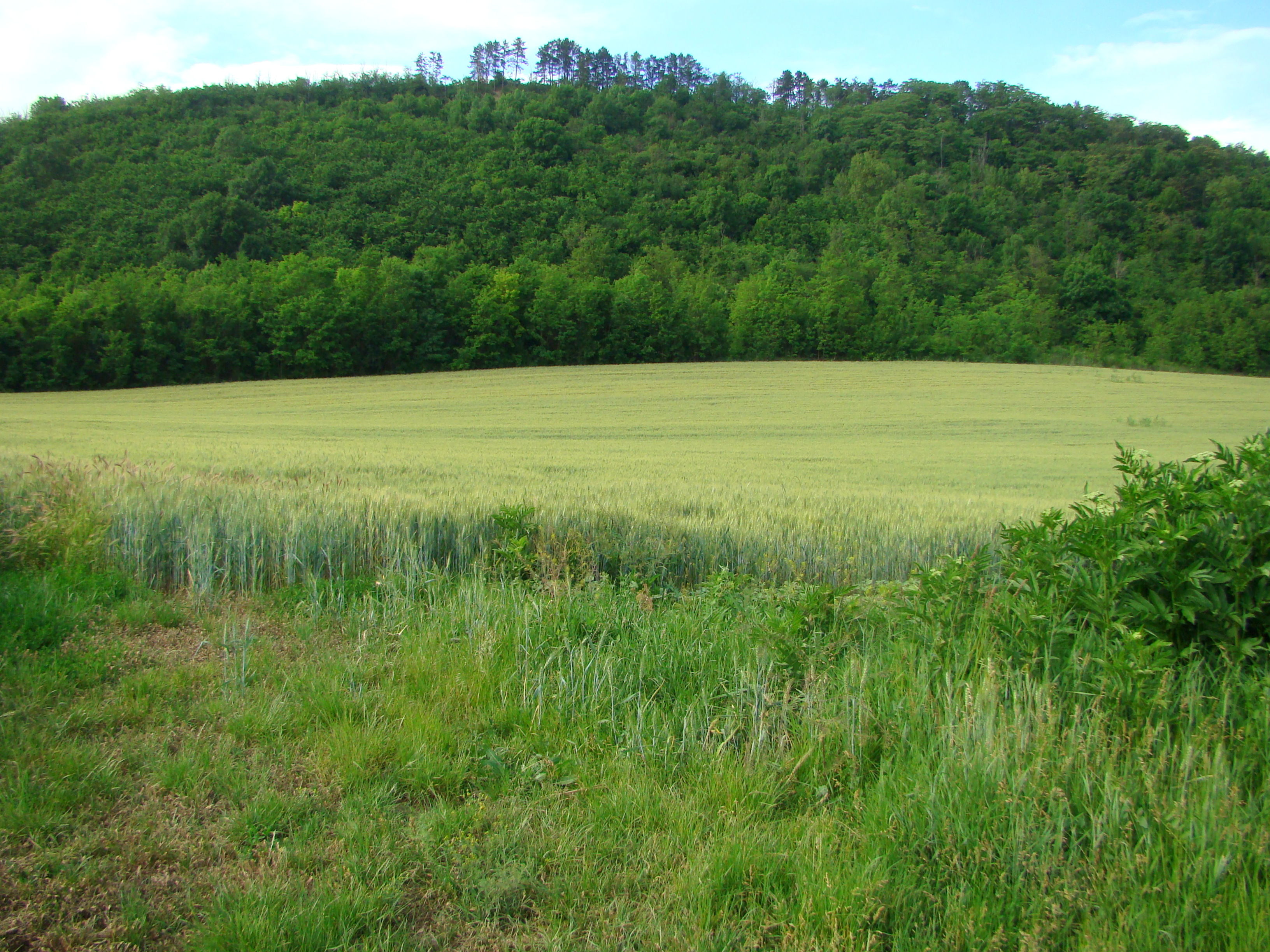
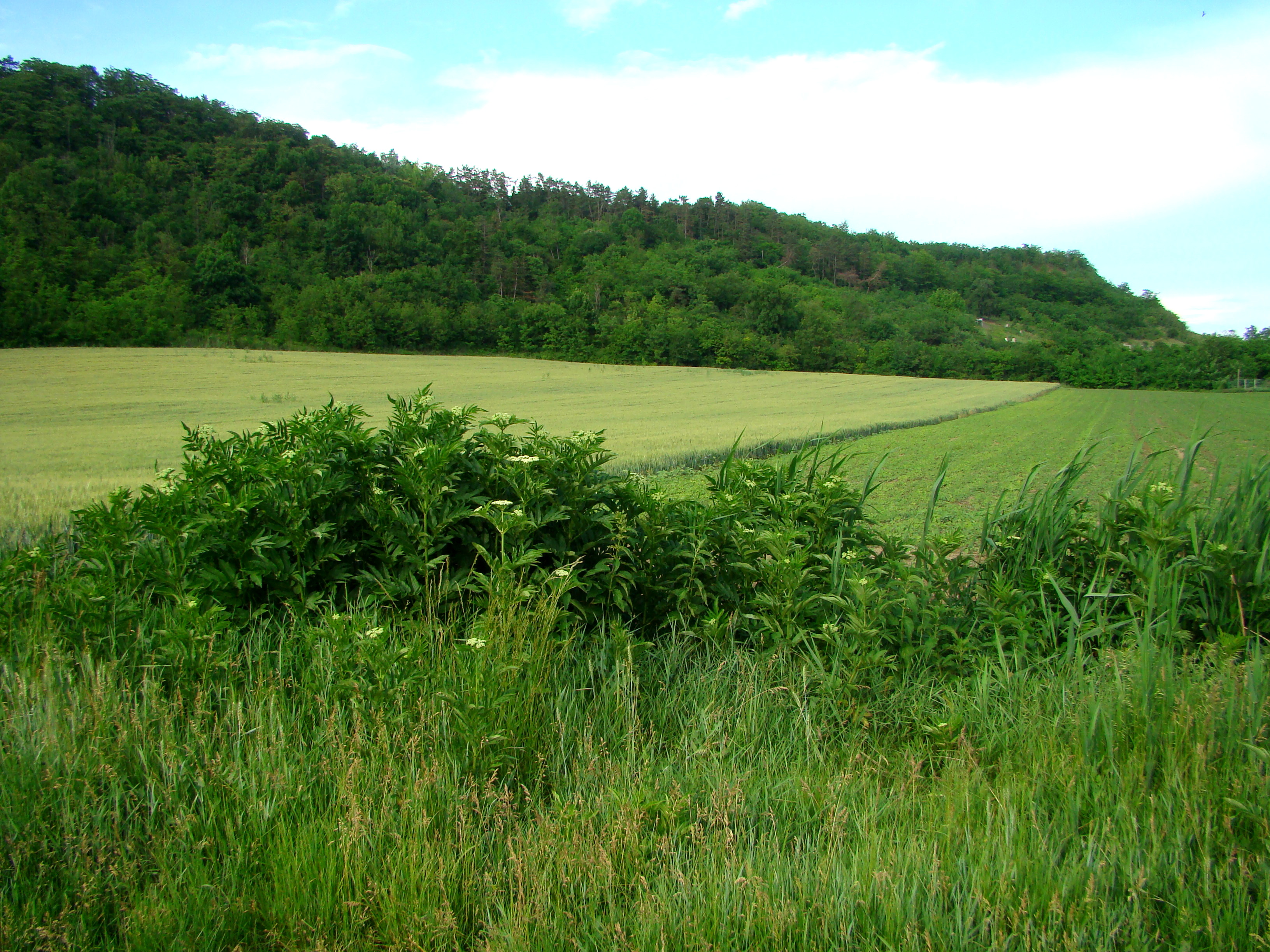